# Sludge Test
Sludge Test – trzeci album studyjny kwartetu jazzowego Gutbucket. Album nagrany w listopadzie 2005 roku w składzie:
- Ty Citerman – gitara
- Paul Chuffo – perkusja
- Eric Rockwin – kontrabas
- Ken Thomson – saksofon

## Lista utworów
| Nr  | Tytuł                                       | Długość |
| --- | ------------------------------------------- | ------- |
| 1.  | Money Management For A Better Life          | 2:01    |
| 2.  | Sludge Test                                 | 2:51    |
| 3.  | Punkass Rumbledink                          | 3:09    |
| 4.  | Circadian Mindf*ck                          | 4:26    |
| 5.  | Throsp%                                     | 6:10    |
| 6.  | Disciplining The Fugitive                   | 6:40    |
| 7.  | Underbidder                                 | 3:00    |
| 8.  | Where Have You Gone, Mr. Squeegyman?        | 6:01    |
| 9.  | The Plague Of The Legions                   | 4:46    |
| 10. | Danse De La Fureur Pour Les Sept Trompettes | 6:14    |